# Millennium Tower (Dubai)
Millennium Tower is een wolkenkrabber met woningen in Dubai in de Verenigde Arabische Emiraten. Het gebouw, dat tussen 2004 en 2006 gebouwd werd, is 285,05 meter hoog met 60 verdiepingen.

## Ontwerp
Het gebouw, ontworpen door WS Atkins & Partners, is postmodernistisch. Het gebouw heeft in totaal 407 appartementen, 106 hiervan zijn drie-kamer appartementen, de overige 301 zijn vier-kamer appartementen. millennium Tower heeft een oppervlakte van 99.800 vierkante meter. Aan de basis van de toren vindt met winkels, daarnaast heeft het gebouw ook een parkeergarage van 10 verdiepingen en 471 plaatsen.
Het gebouw bevat onder andere:
- Een 25 meter lang zwembad.
- Een gymlokaal.
- Squashbanen.